# Niueanische Sprache
Die niueanische Sprache (Eigenbezeichnung ko e vagahau Niuē) ist die Sprache der Bewohner der Pazifikinsel Niue, die eng mit dem Tongaischen verwandt ist. 
Sie hat über 1500 Sprecher auf Niue, wo sie von über 95 % der Bevölkerung gesprochen wird, und weitere 6000 Sprecher auf den Cookinseln, Neuseeland und Tonga. Fast alle Sprecher sind zweisprachig und sprechen auch Englisch.
Die niueanische Sprache gehört zu den polynesischen Sprachen, die ein Zweig der austronesischen Sprachen sind.

## Dialekte
Das Niueanische besteht aus zwei Hauptdialekten, dem älteren Motu-Dialekt, der auf der Nordseite der Insel gesprochen wird, und dem Tafiti-Dialekt im Süden.
Die Unterschiede zwischen den Dialekten bestehen hauptsächlich im Vokabular und in der Bildung von manchen Worten. Beispiele für die Unterschiede in den Dialekten sind volu (Tafiti) und matā (Motu) für „Spachtel“ oder lala (Tafiti) und kautoga (Motu) für „Guave“; Beispiele für Bildungsunterschiede sind: hafule (T) / afule (M), nai/nei, ikiiki/likiliki und malona/maona.

## Alphabet
Der traditionellen Alphabet-Ordnung werden die traditionellen Buchstaben zugeordnet ā, ē, ī, ō, ū, fā, gā, hā, kā, lā, mō, nū, pī, tī, vī, rō, sā. rō und sā sind übernommene Buchstaben, welche am Ende des Alphabets stehen.
Sperlich (1997) benutzte die alphabetische Anordnung, basierend auf dem Englischen, für sein Dictionary: a, ā, e, ē, f, g, h, i, ī, k, l, m, n, o, ō, p, s, t, u, ū, v (r wurde ausgelassen weil kein Wort mit r anfängt). Er empfiehlt die Konsonanten folgendermaßen zu nennen: fā, gā, hā, kā, lā, mā, nā, pā, tā, vā, rā, sā.
Die Vokallänge wird mit einem Strich über den Vokalen angezeigt. Dies wird allerdings nicht immer gemacht.

## Zahlen
Ein paar Zahlen im Niueanischen sind:
| 1 | taha | 10   | tahafulu   | 100  | taha e teau   | 1000 | taha e afe   |
| 2 | ua   | 20   | uafulu     | 200  | ua (e) teau   | 2000 | ua (e) afe   |
| 3 | tolu | 30   | tolugofulu | 300  | tolu (e) teau | 3000 | tolu (e) afe |
| 4 | fa*  | 40   | fagofulu   | etc. | etc.          | etc. | etc.         |
| 5 | lima | 50   | limagofulu |      |               |      |              |
| 6 | ono  | etc. | etc.       |      |               |      |              |
| 7 | fitu |      |            |      |               |      |              |
| 8 | valu |      |            |      |               |      |              |
| 9 | hiva |      |            |      |               |      |              |

Zehner und Einer kombiniert man mit ma, zum Beispiel ist die Zahl 44 fagofulu ma fa, die Zahl 84 valugofulu ma fa oder 666 ono teau onogofulu ma ono.
Mit dem Präfix toko- wird eine Personenanzahl angegeben: tokolima sind 5 Personen.